# How I Met Your Father
How I Met Your Father è una sitcom statunitense creata da Isaac Aptaker e Elizabeth Berger.
La serie è uno spin-off sequel della sitcom How I Met Your Mother.

## Trama
Nel 2050 la protagonista Sophie racconta in videochiamata a suo figlio la storia di come ha conosciuto suo padre. Nel 2022, Sophie e il suo affiatato gruppo di amici stanno cercando di capire chi sono, cosa vogliono dalla vita e come innamorarsi nell'era delle app di incontri e delle opzioni illimitate.

## Episodi
| Stagione         | Episodi | Prima TV USA | Prima TV Italia |
| ---------------- | ------- | ------------ | --------------- |
| Prima stagione   | 10      | 2022         | 2022            |
| Seconda stagione | 20      | 2023         | 2023            |

## Personaggi e interpreti

### Principali
- Sophie Tomkins (stagione 1-2), interpretata da Hilary Duff (nel presente) e da Kim Cattrall (nel futuro), doppiata da Letizia Scifoni (nel presente) e da Giò Giò Rapattoni (nel futuro). Fotografa ventinovenne, crede nell'anima gemella e la cerca da sempre, nonostante non abbia mai avuto una relazione stabile.
- Jesse Walker (stagione 1-2), interpretato da Chris Lowell e doppiato da Francesco Saverio Venditti. Aspirante cantautore, insegna musica in una scuola elementare. È divenuto famoso sul web per essere stato rifiutato dalla fidanzata in un video diventato virale.
- Valentina Morales (stagione 1-2), interpretata da Francia Raisa e doppiata da Domitilla D'Amico. Migliore amica e coinquilina di Sophie, è una giovane appassionata di moda. Ha una relazione tira e molla con Charlie.
- Sid (stagione 1-2), interpretato da Suraj Sharma e doppiato da Davide Perino. Coinquilino di Jesse, vive con lui nell'appartamento di Ted e Marshall. Proprietario di un bar a Manhattan, vive una relazione a distanza con Hannah, un promettente medico.
- Charlie Winthrop (stagione 1-2), interpretato da Tom Ainsley e doppiato da Emanuele Ruzza. Raffinato e sincero britannico, si trasferisce a New York dopo aver conosciuto Valentina, rinunciando alla sua ricca e fredda famiglia. Diventerà il coinquilino di Ellen e anche collega di Sid.
- Ellen Gilbert (stagione 1-2), interpretata da Tien Tran e doppiata da Veronica Puccio. Sorellastra di Jesse, ha di recente divorziato dalla moglie lasciando la sua azienda agricola per trasferirsi in città alla ricerca di un nuovo scopo nella vita. Diventerà la coinquilina di Charlie.

### Secondari
- Ian (stagione 1-2), interpretato da Daniel Augustin e doppiato da Manuel Meli. Biologo marino, è l'88° appuntamento su Tinder di Sophie. Tuttavia fra i due non nascerà nulla poiché il ragazzo si trasferisce a lavorare in Australia.
- Hannah (stagione 1-2), interpretata da Ashley Reyes e doppiata da Lidia Perrone. Medico e fidanzata di Sid. Vive a Los Angeles. All'inizio della serie accetta di sposare il fidanzato.
- Meredith Jones (stagione 1-2), interpretata da Leighton Meester e doppiata da Eleonora Reti. Cantante e autrice di canzoni, era l'egoista fidanzata di Jesse.
- Rachel (stagione 1-2), interpretata da Aby James. Nuova vicina di casa nel condominio di Charlie ed Ellen e interesse amoroso di Ellen.
- Drew (stagione 1-2), interpretato da Josh Peck e doppiato da Daniele Giuliani. Vicepreside della scuola dove lavora Jesse, è un uomo maturo e colto e diverrà il fidanzato di Sophie per un breve periodo.
- Parker (stagione 2), interpretata da Meaghan Rath. Una collaboratrice di Jesse.
- Swish (stagione 2), interpretato da Micheal Cimino. Fidanzato di Valentina

## Produzione

### Sviluppo
Il 14 dicembre 2016 viene annunciato che Isaac Aptaker e Elizabeth Berger stavano lavorando su una nuova versione dello spin-off cancellato, reintitolato How I Met Your Father, con Carter Bays e Craig Thomas nei ruoli di produttori esecutivi. Il 6 marzo 2017, Aptaker e Barger vengono promossi al ruolo di showrunner della serie This Is Us, al fianco di Dan Fogelman, e, a fronte dei loro nuovi impegni, il progetto di How I Met Your Father viene inizialmente messo in secondo piano per poi essere abbandonato di lì a breve.
Dopo quattro anni di silenzio, il 21 aprile 2021 viene annunciata la ripresa dello sviluppo dello spin-off grazie a Hulu, che ordina una stagione completa con Hilary Duff come protagonista.
Il 15 febbraio 2022 la serie è stata rinnovata per una seconda stagione composta da 20 episodi. Ad agosto 2023, la serie è stata cancellata dopo due stagioni.

### Riprese
Le riprese principali sono iniziate il 31 agosto 2021.

## Distribuzione
How I Met Your Father ha debuttato il 18 gennaio 2022 negli Stati Uniti d'America sulla piattaforma streaming Hulu. In Italia la prima stagione è stata resa disponibile per intero su Disney+, come Star Original, l'11 maggio successivo.
Il primo episodio della seconda stagione è stato trasmesso negli Stati Uniti a partire dal 24 gennaio 2023. In Italia, la seconda stagione è stata distribuita a partire dal 19 aprile 2023.

## Accoglienza
Il lancio della serie è stato accolto da recensioni miste da parte della critica. Sull'aggregatore di recensioni Rotten Tomatoes la prima stagione ottiene il 38% delle recensioni professionali positive, con un voto medio di 5 su 10 basato su 45 critiche, mentre su Metacritic ha un punteggio di 49 su 100 basato su 19 recensioni.